# Cantonul Mens
Cantonul Mens este un canton din arondismentul Grenoble, departamentul Isère, regiunea Rhône-Alpes, Franța.

## Comune
- Cordéac
- Cornillon-en-Trièves
- Lavars
- Mens (reședință)
- Prébois
- Saint-Baudille-et-Pipet
- Saint-Jean-d'Hérans
- Saint-Sébastien
- Tréminis